# Unione dei Comuni Valle Savio
L'Unione dei Comuni Valle Savio è stata formalizzata il 27 gennaio 2014 ed è composta dai Comuni di Bagno di Romagna, Cesena, Mercato Saraceno, Montiano, Sarsina e Verghereto.

## Finalità, Funzioni e Compiti
I sei Comuni della Valle Savio hanno scelto di gestire insieme attraverso l'Unione quattro funzioni:
- servizi informativi;
- servizi sociali;
- protezione civile;
- sportello unico telematico per le attività produttive (Suap).

Il suo ambito territoriale coincide con quello dei comuni che la costituiscono. Il suo scopo primario è l'integrazione dell'azione amministrativa fra gli enti che la costituiscono attraverso la progressiva unificazione delle funzioni e dei servizi comunali nonché l'armonizzazione degli atti normativi e generali.

## Organi di Governo
Gli organi di governo dell'Unione sono:
- il Consiglio, composto da tre consiglieri per ciascun Comune nel rispetto del principio della parità di accesso del genere meno rappresentato;
- la Giunta, composta di diritto da tutti i Sindaci dei Comuni membri;
- il Presidente, è il rappresentante legale dell’Ente, anche in giudizio, rappresenta l’Unione dei Comuni.